# Lloyd Shapley
Lloyd Stowell Shapley (Cambridge, 2 de junho de 1923 - 12 de março de 2016) foi um economista e matemático norte-americano. É professor emérito na Universidade da Califórnia em Los Angeles, com agregação no departamento de Matemática e Economia. As suas principais contribuições são em economia matemática e teoria dos jogos.

## Contribuição
Juntamente com o valor de Shapley, os jogos estocásticos, o teorema de Bondareva–Shapley (que implica que jogos convexos têm núcleos não-vazios), o índice de poder de Shapley–Shubik (para poder de votação ponderada ou por blocos), o algoritmo de Gale–Shapley para o problema do casamento estável, o conceito de um jogo potencial (com Dov Monderer), o preço de Aumann–Shapley, a solução de Harsanyi–Shapley, o teorema de Snow–Shapley para jogos de matriz, e o lema e teorema de Shapley–Folkman levam seu nome. Segundo o The Economist, Shapley "pode ter se considerado um matemático, mas não pode evitar ser lembrado por suas enormes contribuições à economia". A American Economic Association observou que Shapley foi "um dos gigantes da teoria dos jogos e teoria econômica".
Além disso, seu trabalho inicial com R. N. Snow e Samuel Karlin sobre jogos de matriz foi tão completo que pouco foi adicionado desde então. Ele foi fundamental no desenvolvimento da teoria da utilidade, e foi ele quem estabeleceu muito do trabalho de base para a solução do problema da existência dos conjuntos estáveis de Von Neumann–Morgenstern. Seu trabalho com M. Maschler e B. Peleg sobre o kernel e o nucleolus, e seu trabalho com Robert Aumann sobre jogos não-atômicos e sobre competição de longo prazo, todos aparecem na teoria econômica.
Shapley discutiu com seus filhos sobre se deveria aceitar o Prêmio Nobel. Ele opinou que seu pai, o astrônomo Harlow Shapley, merecia mais. Seus filhos o convenceram a aceitar e o acompanharam a Estocolmo.

## Publicações selecionadas
- A Value for n-person Games [1953], In Contributions to the Theory of Games volume II, H. W. Kuhn e A. W. Tucker (eds.).
- Stochastic Games [1953], Proceedings of National Academy of Science Vol. 39, pp. 1095–1100. doi:10.1073/pnas.39.10.1095
- A Method for Evaluating the Distribution of Power in a Committee System [1954] (com Martin Shubik), American Political Science Review Vol. 48, pp. 787–792.
- College Admissions and the Stability of Marriage [1962] (com David Gale), The American Mathematical Monthly Vol. 69, pp. 9–15.
- Simple Games : An Outline of the Descriptive Theory [1962], Behavioral Science Vol. 7, pp. 59–66.
- On Balanced Sets and Cores [1967], Naval Research Logistics Quarterly Vol. 14, pp. 453–460.
- On Market Games [1969] (com Martin Shubik), Journal of Economic Theory Vol. 1, pp. 9–25.
- Utility Comparison and the Theory of Games [1969], La Decision, pp. 251–263.
- Cores of Convex Games [1971] International Journal of Game Theory Vol. 1, pp. 11–26.
- The Assignment Game I: The Core [1971] (com Martin Shubik), International Journal of Game Theory Vol. 1, pp. 111–130.
- Values of Non-Atomic Games [1974] (com Robert Aumann), Princeton University Press.
- Mathematical Properties of the Banzhaf Power Index [1979] (com Pradeep Dubey), Mathematics of Operations Research Vol. 4, pp. 99–132.
- Long-Term Competition – A Game-Theoretic Analysis [1994] (com Robert Aumann), em Essays in Game Theory: In Honor of Michael Maschler, Nimrod Megiddo (ed.), Springer-Verlag.
- Potential Games [1996] (com Dov Monderer), Games and Economic Behavior Vol. 14, pp. 124–143.
- On Authority Distributions in Organizations [2003] (com Xingwei Hu), Games and Economic Behavior Vol. 45, pp. 132–152, 153–170.
- Multiperson Utility [2008] (com Manel Baucells). Games and Economic Behavior Vol. 62, pp. 329–347.